# Obvious
"Obvious" é o terceiro single e lançamento final do quarto álbum de estúdio de Westlife, Turnaround e o 19º no total. A canção atingiu o número três na UK Singles Chart, mas marcou a saída de Brian McFadden da banda. A banda originalmente planejava escrever uma canção de despedida para Brian, como foi sua escolha para sair, no entanto, devido a ensaios da turnê e aparições na TV, foi decidido "Obvious" seria lançada como single em seu lugar. No entanto, como um tributo, o CD2 apresenta um medley das canções do Westlife favoritas de Brian.

## Faixas
CD1
1. "Obvious" (Single Remix) - 3:33
2. "I'm Missing Loving You" - 4:07
3. "To Be With You" (Live) - 3:18
4. "Obvious" (Video) - 3:33
5. "Obvious" (Making of the Video) (bastidores do videoclipe)- 2:00

CD2
1. "Obvious" (Single Remix) - 3:33
2. "Westlife Hits Medley" (Flying Without Wings/My Love/Mandy) - 8:11

Single australiano
1. "Obvious" (Single Remix) - 3:33
2. "Lost In You" - 4:23
3. "Westlife Hits Medley" (Flying Without Wings/My Love/Mandy) - 8:11
4. "Obvious" (Video) - 3:33
5. "Obvious" (Making of the Video) - 2:00

## Desempenho nas paradas
| Parada (2004)          | Posição mais alta |
| ---------------------- | ----------------- |
| Austrian Singles Chart | 63                |
| Danish Singles Chart   | 7                 |
| Dutch Singles Chart    | 44                |
| European Singles Chart | 9                 |
| German Airplay Chart   | 29                |
| German Singles Chart   | 39                |
| Irish Singles Chart    | 3                 |
| Swedish Singles Chart  | 25                |
| Swiss Singles Chart    | 69                |
| UK Singles Chart       | 3                 |
| UK Radio Airplay Chart | 11                |

Fonte
- acharts.us/song/1469